# Едуарду Фелісіссіму
Едуа́рду Мануе́л де Фре́йташ Монте́йру Ферре́йра Фелісі́ссіму (порт. Eduardo Manuel de Freitas Monteiro Ferreira Felicíssimo; нар. 8 січня 2007, Монтіжу) — португальський футболіст, півзахисник клубу «Спортінг».

## Клубна кар'єра
Займався футболом в системі «Бенфіки», звідки 2019 року перейшов до академії «Спортінга». 14 січня 2021 року підписав юнацький контракт з клубом. 6 квітня 2023 року підписав зі «Спортінгом» свій перший професіональний контракт.
Влітку 2024 року переведений до резервної команди клубу. 3 серпня 2024 року дебютував за «Спортінг Б» у матчі Терсейра-ліги проти «Спортінга» (Ковілья).
23 лютого 2025 року дебютував в основному складі «Спортінга» в матчі Прімейра-ліги проти клубу АВС, вийшовши на заміну Франсішку Трінкану.

## Кар'єра в збірній
Виступав за збірні Португалії до 16, до 17 і до 19 років. У травні 2024 року потрапив в заявку збірної до 17 років на юнацький чемпіонат Європи, що проходив на Кіпрі. На турнірі провів 5 матчів, відзначившись голом проти збірної Польщі, а його команда дійшла до фіналу, де поступилась італійцям (0-3).

## Статистика виступів
Станом на 10 травня 2025
| Клуб              | Сезон             | Чемпіонат         | Чемпіонат | Чемпіонат | Кубок | Кубок | Кубок ліги | Кубок ліги | Єврокубки | Єврокубки | Інші  | Інші | Всього | Всього | Всього |
| Клуб              | Сезон             | Дивізіон          | Матчі     | Голи      | Матчі | Голи  | Матчі      | Голи       | Матчі     | Голи      | Матчі | Голи | Матчі  | Голи   |        |
| ----------------- | ----------------- | ----------------- | --------- | --------- | ----- | ----- | ---------- | ---------- | --------- | --------- | ----- | ---- | ------ | ------ | ------ |
| Спортінг Б        | 2024–25           | Терсейра-ліга     | 22        | 0         | —     | —     | —          | —          | —         | —         | —     | —    | 22     | 0      |        |
| Спортінг          | 2024–25           | Прімейра-ліга     | 6         | 0         | 1     | 0     | 0          | 0          | 0         | 0         | —     | —    | 7      | 0      |        |
| Всього за кар'єру | Всього за кар'єру | Всього за кар'єру | 28        | 0         | 1     | 0     | 0          | 0          | 0         | 0         | 0     | 0    | 29     | 0      |        |

## Досягнення
«Спортінг»
- Чемпіон Португалії: 2024–25[13]
- Володар Кубка Португалії: 2024–25[14]

Збірна Португалії (до 17)
- Фіналіст юнацького чемпіонату Європи (до 17 років): 2024[15]